# Aldi

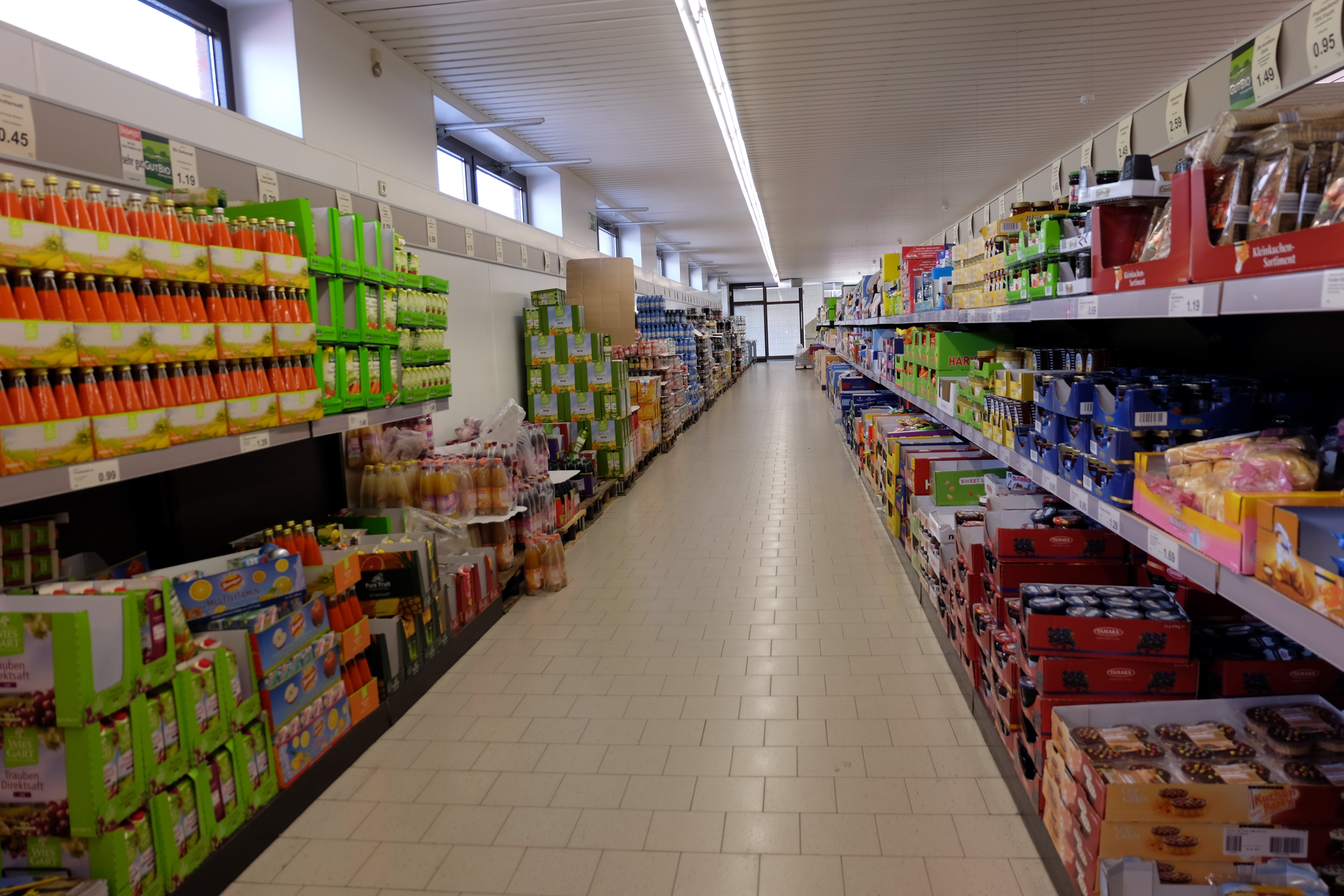
2015

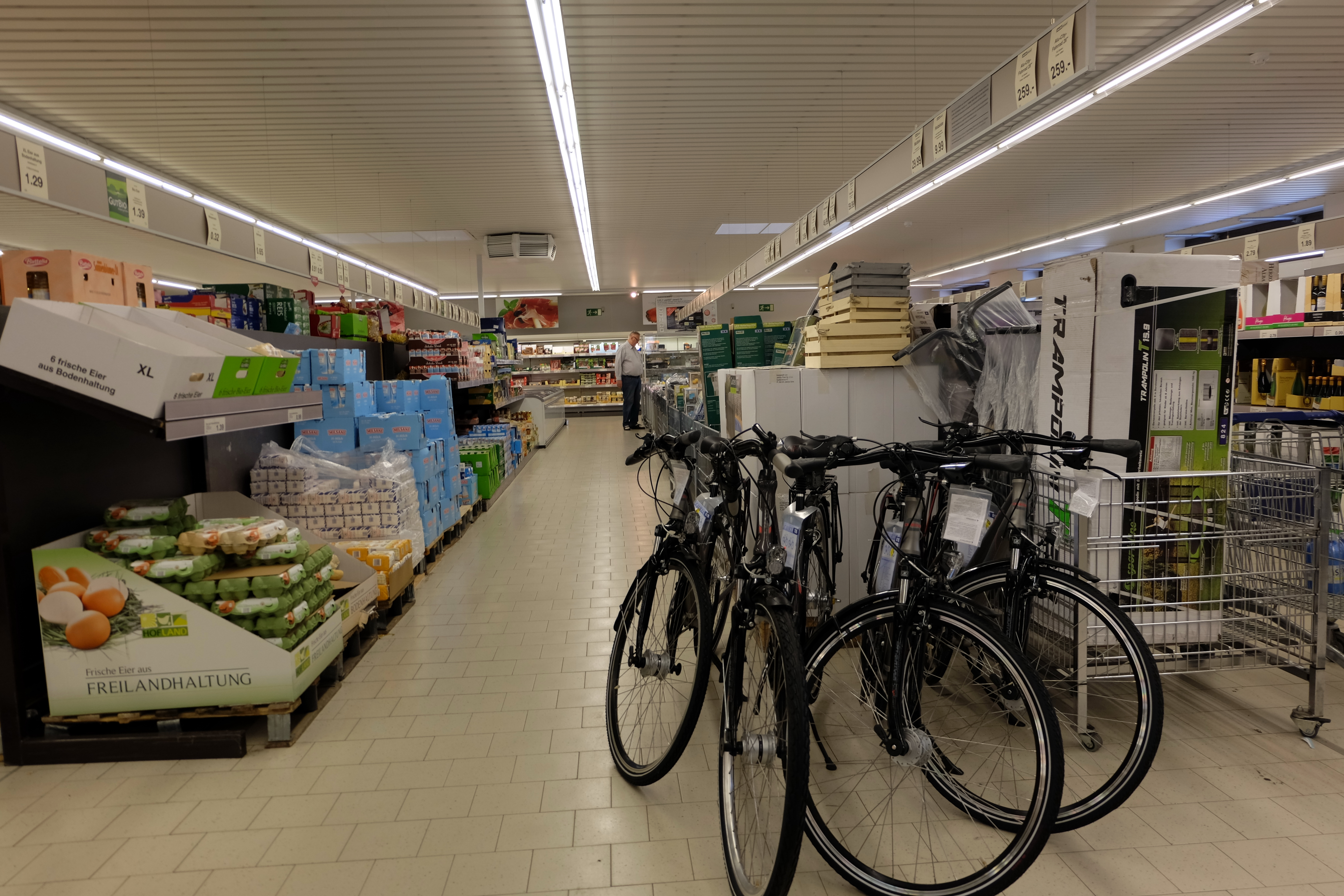

Aldi este prescurtarea pentru „ALbrecht DIskont”, o companie germană de comerț cu amănuntul (retail) de tip cash and carry, înființată inițial în 1913 și numită astfel după proprietarii actuali, frații Karl și Theo Albrecht.
În 1960 compania s-a despărțit în două: „Aldi Nord” (Theo) și „Aldi Sud” (Karl).
Constituie împreună un lanț european de supermarketuri.
Compania actuală a fost întemeiată în anul 1946 și deține în prezent circa 7.200 de magazine în 17 țări .
Cifra de afaceri în 2006: 39 miliarde euro.

## Etimologie
Numele ALDI vine de la “Albrecht Diskont”.